# Major League Baseball draft 2018
Il Major League Baseball draft 2018 si è tenuto tra il 4 e il 6 giugno 2018 a Secaucus, New Jersey. L'ordine del draft, che permette alle squadre della lega di scegliere dei giocatori dalle leghe amatoriali, è stato deciso seguendo l'ordine inverso della classifica finale della Major League Baseball 2017. Inoltre, sono state assegnate delle scelte di compensazione per le squadre che avevano ottenuto un rifiuto dal giocatore scelto e per quelle che hanno perso dei free agent.
La prima scelta, Casey Mize, è stata fatta dai Detroit Tigers che avevano registrato il peggior risultato della stagione 2017.

## Scelte
| Il giocatore non ha firmato un contratto |

| Scelta | Giocatore          | Squadra               | Posizione  |
| ------ | ------------------ | --------------------- | ---------- |
| 1      | Casey Mize         | Detroit Tigers        | Lanciatore |
| 2      | Joey Bart          | San Francisco Giants  | Ricevitore |
| 3      | Alec Bohm          | Philadelphia Phillies | Terza base |
| 4      | Nick Madrigal      | Chicago White Sox     | Interbase  |
| 5      | Jonathan India     | Cincinnati Reds       | Terza base |
| 6      | Jarred Kelenic     | New York Mets         | Esterno    |
| 7      | Ryan Weathers      | San Diego Padres      | Lanciatore |
| 8      | Carter Stewart     | Atlanta Braves        | Lanciatore |
| 9      | Kyler Murray       | Oakland Athletics     | Esterno    |
| 10     | Travis Swaggerty   | Pittsburgh Pirates    | Esterno    |
| 11     | Grayson Rodriguez  | Baltimore Orioles     | Lanciatore |
| 12     | Jordan Groshans    | Toronto Blue Jays     | Interbase  |
| 13     | Connor Scott       | Miami Marlins         | Esterno    |
| 14     | Logan Gilbert      | Seattle Mariners      | Lanciatore |
| 15     | Cole Winn          | Texas Rangers         | Lanciatore |
| 16     | Matthew Liberatore | Tampa Bay Rays        | Lanciatore |
| 17     | Jordyn Adams       | Los Angeles Angels    | Esterno    |
| 18     | Brady Singer       | Kansas City Royals    | Lanciatore |
| 19     | Nolan Gorman       | St. Louis Cardinals   | Terza base |
| 20     | Trevor Larnach     | Minnesota Twins       | Esterno    |
| 21     | Brice Turang       | Milwaukee Brewers     | Interbase  |
| 22     | Ryan Rolison       | Colorado Rockies      | Lanciatore |
| 23     | Anthony Seigler    | New York Yankees      | Ricevitore |
| 24     | Nico Hoerner       | Chicago Cubs          | Interbase  |
| 25     | Matt McLain        | Arizona Diamondbacks  | Interbase  |
| 26     | Triston Casas      | Boston Red Sox        | Infielder  |
| 27     | Mason Denaburg     | Washington Nationals  | Lanciatore |
| 28     | Seth Beer          | Houston Astros        | Esterno    |
| 29     | Noah Naylor        | Cleveland Indians     | Ricevitore |
| 30     | J. T. Ginn         | Los Angeles Dodgers   | Lanciatore |

### Turno compensativo
| Scelta | Giocatore        | Squadra            | Posizione  |
| ------ | ---------------- | ------------------ | ---------- |
| 31     | Shane McClanahan | Tampa Bay Rays     | Lanciatore |
| 32     | Nick Schnell     | Tampa Bay Rays     | Esterno    |
| 33     | Jackson Kowar    | Kansas City Royals | Lanciatore |
| 34     | Daniel Lynch     | Kansas City Royals | Lanciatore |
| 35     | Ethan Hankins    | Cleveland Indians  | Lanciatore |

### Turno di bilanciamento competitivo A
| Scelta | Giocatore       | Squadra              | Posizione  |
| ------ | --------------- | -------------------- | ---------- |
| 36     | Gunnar Hoglund  | Pittsburgh Pirates   | Lanciatore |
| 37     | Cadyn Grenier   | Baltimore Orioles    | Interbase  |
| 38     | Xavier Edwards  | San Diego Padres     | Interbase  |
| 39     | Jake McCarthy   | Arizona Diamondbacks | Esterno    |
| 40     | Kris Bubic      | Kansas City Royals   | Lanciatore |
| 41     | Lenny Torres    | Cleveland Indians    | Lanciatore |
| 42     | Grant Lavigne   | Colorado Rockies     | Prima base |
| 43     | Griffin Roberts | St. Louis Cardinals  | Lanciatore |

### Annotazioni

#### Scelte compensative
1. ↑  Scelta compensativa per la firma di Alex Cobb con i Baltimore Orioles[5]
2. ↑  Scelta compensativa per non essere riusciti a ingaggiare Drew Rasmussen nel draft 2017[6]
3. ↑  Scelta compensativa per la firma di Lorenzo Cain con i Milwaukee Brewers[7]
4. ↑  Scelta compensativa per la firma di Eric Hosmer con i San Diego Padres[7]
5. ↑  Scelta compensativa per la firma di Carlos Santana con i Philadelphia Phillies[8]